# Rio Barima
O rio Barima é um afluente do rio Orinoco, entrando 6km do Oceano Atlântico . Origina-se das montanhas Imataka na  GuianaEssequiba, fluindo por aproximadamente 340km antes de entrar na Venezuela cerca de 80km de sua boca.

## Características
As primeiras explorações registradas do Barima foram feitas por Robert Hermann Schomburgk, que foi mapeado até o afluente Rocky River.
A cabeça do Barima surge em um desfiladeiro íngreme das montanhas Imataka, 290m acima do nível do mar. Perto do riacho Duquari, está localizada a Pedra Arawatta, uma grande rocha granítica distinta.

## Liquidações
Mabaruma, Koriabo, e Morawhanna são comunidades da região de Barima-Waini no rio Barima.